# 53 de Perseu
53 de Perseu (53 Persei) és un estel a la constel·lació de Perseu de magnitud aparent +4,81. S'hi troba a 465 anys llum del sistema solar.
53 de Perseu està catalogat com un calent subgegant blau de tipus espectral B4IV de 16.200 K de temperatura efectiva. En conseqüència, una gran part de la seva energia és emesa com a llum ultraviolada, i la seva lluminositat bolomètrica —en totes les longituds d'ona— és 1100 vegades major que la del Sol. El seu radi, 4,2 vegades més gran que el radi solar, així com la seva massa, 5,7 major que la massa solar, suggereixen que en realitat és un estel encara en la seqüència principal amb una edat clarament inferior a 70 milions d'anys. El seu contingut en metalls, com en altres estels de la seva classe, és inferior al del Sol, aproximadament la meitat que en aquest.
53 de Perseu és un estel variable amb una petita variació de lluentor de 0,05 magnituds. Per això, rep la denominació, quant a variable, d'V469 de Perseu. És prototip de les denominades «estrelles B polsants lentes» (SPB), on pulsacions no radials fan que unes parts de la superfície estel·lar es moguin cap a fora i unes altres cap a dins, efecte que es pot apreciar en el seu espectre. S'han identificat dos períodes principals de 2,16 i 1,66 dies, si bé es coneixen altres quatre. Aquestes variables poden ser considerades una versió de les variables Beta Cephei en les estrelles B menys calentes.